# Vävlängd
Vävlängd är som regel den längd man faktiskt ska väva i vävstolen för att få den mängd och längd av tyget som man tänkt sig när efterbehandling är gjord (till exempel tvättning eller ruggning av plädar). 
För uträkning av längden på varpen utgörs dock vävlängden av den teoretiska längd man ska åstadkomma till vilken man måste addera krympning, invävning och fållar.